# ستابلتون كراتشفيلد
ستابلتون كراتشفيلد (بالإنجليزية: Stapleton Crutchfield)‏ هو ضابط أمريكي، ولد في 21 يونيو 1835 في مقاطعة سبوتسيلفانيا في الولايات المتحدة، وتوفي في 6 أبريل 1865 في مقاطعة أميليا في الولايات المتحدة.